# Dome Karukoski
Thomas August George Karukoski, dit Dome Karukoski, est un réalisateur finlandais, né le 29 décembre 1976 à Nicosie, à Chypre.

## Biographie
Il est le fils de l'acteur et poète américain George Dickerson et de la journaliste finlandaise Ritva Karukoski.
Il a déménagé de Chypre en Finlande avec sa mère quand il avait 5 ans.
Dome Karukoski a rencontré son père pour la première fois à l'âge de 14 ans.
Il réalise le film Tom of Finland, biopic consacré au dessinateur et peintre finlandais Tom of Finland, une icône de la culture gay.
En 2017, il a été retenu comme réalisateur d'une biographie sur les jeunes années de Tolkien, biopic sorti en 2019.
En 2013, Karukoski a épousé sa partenaire de longue date Nadia. Leur fils, Oliver, est né en 2014.

## Filmographie

### Films
- 2005 : Beauty and the Bastard (Tyttö sinä olet tähti)
- 2008 : The Home of Dark Butterflies (Tummien perhosten koti)
- 2009 : Fruit défendu (Kielletty hedelmä)
- 2010 : Very Cold Trip (Napapiirin sankarit)
- 2010 : Burungo (court métrage)
- 2013 : Heart of a Lion (Leijonasydän)
- 2014 : Mielensäpahoittaja
- 2017 : Tom of Finland
- 2019 : Tolkien

### Télévision
- 2008 : Suojelijat (épisodes 2 et 5)
- 2008 : Veljet
- 2011 : Maailmanparantaja

## Distinctions

### Récompenses
- Festival international du film d'Arras 2009
  - Atlas d'argent pour Very Cold Trip (Napapiirin sankarit), prix du public
- Prix Jussi 2011
- Festival international du film de comédie de l'Alpe d'Huez 2011
  - Grand Prix pour Very Cold Trip et Coup de cœur de la profession
- Prix Finlande, 2017

### Nominations et sélections
- Festroia 2011
  - Nommé aux Dauphins d'or pour Very Cold Trip